# Wikariat apostolski Iquitos
Wikariat apostolski Iquitos – wikariat apostolski Kościoła rzymskokatolickiego w Peru, podległy bezpośrednio Stolicy Apostolskiej. Powstał w 1900 jako prefektura apostolska San León del Amazonas. W 1921 został podniesiony do rangi wikariatu, zaś w 1945 uzyskał obecną nazwę. Wszyscy kolejni wikariusze apostolscy od roku 1915 do dziś byli członkami zakonu augustianów. 

## Ordynariusze

### Prefekci apostolscy
- Paulino Díaz, 1902–1911
- Pedro Prat OSA, 1911–1913
- Rufino Santos Pérez, 1914–1916

### Wikariusze apostolscy
- Sotero Redondo Herrero OSA, 1921 - 1935
- José García Pulgar OSA, 1941 - 1954
- Ángel Rodríguez Gamoneda OSA, 1955 - 1967
- Gabino Peral de la Torre OSA, 1967 - 1991
- Julián García Centeno OSA, 1991 - 2011
- Miguel Olaortúa Laspra OSA, 2011 - 2019
- Miguel Ángel Cadenas Cardo OSA (od 2021)